# 河内町白浜
河内町白浜（かわちまちしらはま）は熊本県熊本市西区の大字。郵便番号は861-5348。

## 地理
熊本市の北西部に位置し最西端にあたる。西は有明海・島原湾に面している。南で河内町船津、東で河内町野出、北で玉名市天水町小天、西で唐人川河口を挟んで玉名市横島町共栄・横島町横島と隣接している。
河内みかんの産地のひとつでもある。

### 河川
- 唐人川

### 山岳
- 焼山 - 標高145.3m

## 世帯数と人口
2022年（令和4年）2月1日現在の世帯数と人口は以下の通りである。
| 町丁       | 世帯数  | 人口  |
| ---------- | ------- | ----- |
| 河内町白浜 | 297世帯 | 798人 |

## 小・中学校の学区
市立小・中学校に通う場合、学区は以下の通りとなる。
| 番地                                           | 小学校             | 中学校             |
| ---------------------------------------------- | ------------------ | ------------------ |
| 553番地、554番地2、1428番地39、1431番地2を除く | 熊本市立河内小学校 | 熊本市立河内中学校 |
| 553番地、554番地2、1428番地39、1431番地2       | 熊本市立芳野小学校 | 熊本市立芳野中学校 |

## 交通
- 国道501号

## 施設
- 白浜公民館
- 河内小川内グラウンド
- 白浜グラウンド